# キャロル・メンデルソーン
キャロル・メンデルソーン（Carol Mendelsohn、1951年 - ）は、アメリカ合衆国の脚本家。
シカゴ育ち。スミス大学からコーネル大学へ転学、1973年に同学を卒業後、ジョージ・ワシントン大学ロー・スクールにて法律を学んだ。
弁護士になりたいわけではないと自覚し、アメリカン・フィルム・インスティチュートで学ぶ。「探偵ハード&マック」や「スティングレー」・「Wiseguy」、ソープ・オペラ「メルローズ・プレイス」などの脚本に携わる。
2000年より、「CSI:科学捜査班」シリーズの脚本を手がけたことでアンソニー・E・ズイカーやアン・ドナヒューらと共に名を知られるようになる。現在は同作のエグゼクティブ・プロデューサーとして活躍している。

## 脚本を手がけた作品
- 探偵ハード&マック
- スティングレー
- Wiseguy
- メルローズ・プレイス
- チャーリー・シーンのハーパー★ボーイズ
- To Brave Alaska
- Midnight Caller
- CSI:科学捜査班
  - シーズン1 (6,9,11,13,15)
  - シーズン2 (1,7,9,14,22)
  - シーズン3 (2,5,9,15,19,20,23)
  - シーズン4 (2,6,9,15,21,22,23)
  - シーズン5 (1,5,9,14,21,24,25)
  - シーズン6 (1,3,7,8)
  - シーズン7 (3,11,13,15)
  - シーズン8 (6,12,15)
  - シーズン9 (1,)
- CSI:マイアミ
  - シーズン2 (23)